# Peperomia fulvescens
Peperomia fulvescens är en pepparväxtart som beskrevs av Truman George Yuncker. Peperomia fulvescens ingår i släktet peperomior, och familjen pepparväxter. Inga underarter finns listade i Catalogue of Life.